# L'Hospitalet Vell
L'Hospitalet Vell és el nom amb què és denominat el nucli d'hàbitat talaiòtic situat dins aquesta possessió que es troba al terme municipal de Manacor, molt a prop de la costa oriental de l'illa de Mallorca, a l'alçada del nucli urbà de Cales de Mallorca.
La singularitat del poblat ve donada per la presència d'un edifici rectangular d'arquitectura ciclòpia molt diferent de la dels talaiots. L'edifici ha estat objecte d'atenció per part de la comunitat científica per la seva possible relació amb el reclutament de tropes mercenàries especialment al segle iii aC. A més d'aquest edifici singular, el jaciment presenta restes d'una murada i de dos talaiots en molt bon estat de conservació, un de circular i un de quadrat, aquest darrer amb restes de la seva coberta de lloses de pedra, fet que el converteix en un dels escassos exemples de cobertes conservades al món talaiòtic. A més, el jaciment, objecte d'una adequació per a la visita els anys 2005-06, presenta una fase naviforme anterior i reocupacions de l'antiguitat tardana i d'època medieval.
La seva conservació fa que sigui considerat com un dels jaciments prehistòrics més emblemàtics de Mallorca, perquè presenta un gran espectre cronològic i resulta ser un enclavament digne de visitar per l'adequació i adaptació que se li ha fet i per la gran quantitat d'estructures que presenta in situ. A més, és d'accés públic, tot i que el més recomanable és desplaçar-se fins al nucli en vehicle.

## Localització
El jaciment d'Hospitalet Vell es troba en el municipi de Manacor, prop de la costa, en direcció a Cales de Mallorca. Se situa a la parcel·la 121 del polígon 21 del municipi i té una extensió propera als 20.000 metres quadrats. Els terrenys on és ubicat el poblat són pobres i excessivament explotats. Les seves coordenades UTM són X=522.600 Y=4.370.380 Z=85.
Per arribar fins al jaciment es necessita vehicle, ja que es troba al costat de la carretera que va de Son Macià en direcció a Cales de Mallorca. L'accés n'és públic i gratuït, però el vehicle s'ha de deixar a la carretera, ja que l'entrada al recinte del poblat es fa a peu. Un cop a dins, cal seguir les indicacions dels panells informatius que guien el recorregut.
En l'antiguitat els punts de la costa accessibles per mar i propers al poblat devien ser Cala Virgili, a l'est i Cala Antena, al sud-est, ambdues a 2 km de s'Hospitalet Vell.

## Grau de conservació i potencialitat per a la visita
Els criteris seguits en aquest apartat estan definits a partir de la proposta metodològica de catalogació (pàgines 281-287) oferida per Albero et alii. És a dir, tots els valors numèrics atorgats segons la potencialitat i el grau de conservació estan justificats a partir d'uns índexs predeterminats.
L'índex de conservació obté 14 punts, puntuació bastant alta. Això és degut al fet que hi ha un gran conjunt d'estructures ben conservades: tres navetes, una d'elles geminada, dues d'elles que tenen una altura de 0,6 m i una tercera 1,1 m. Un talaiot que encara conserva la columna i la coberta, això últim és destacable perquè és un dels pocs de Mallorca que la conserva. Té una alçada de 3,6 m. El conjunt d'habitacions és molt extens i fins i tot es conserva una petita sala hipòstila, la mitjana d'alçada és de 1,15 m. Finalment hi ha un gran recinte rectangular d'uns 3 metres d'alçada i no se sap massa bé per què servia: es creu que era un recinte púnic per a activitats metal·lúrgiques i per reclutar soldats (foners). Hem volgut considerar que les proves que resten constitueixen prop d'un 90% de la configuració originària, però en qualsevol cas han perdut per complet la seva funció i s'han hagut de recuperar donat el seu estat de deteriorament (5 punts).
En el tema de la potencialitat obté un 2,87, nota també alta. El jaciment està completament net de vegetació, té un itinerari senyalitzat i fins i tot té diversos panells amb diferents idiomes amb un poc d'informació sobre cadascuna de les estructures. Hi ha pàgines web en què se'n dona informació com és el cas de l'Ajuntament de Manacor i la pàgina del Museu de Manacor, també està publicat en diverses guies com és el cas de la Guía Arqueológica de Mallorca; fins i tot n'hi ha visites programades a càrrec del Museu de Manacor. El talaiot disposa d'una passarel·la per poder-lo observar des de dalt i apreciar-ne l'interior. La zona que està menys adaptada per a la visita és la de les habitacions adossades, ja que el visitant en veurà l'accés més restringit.

## Descripció del jaciment

### Actuacions

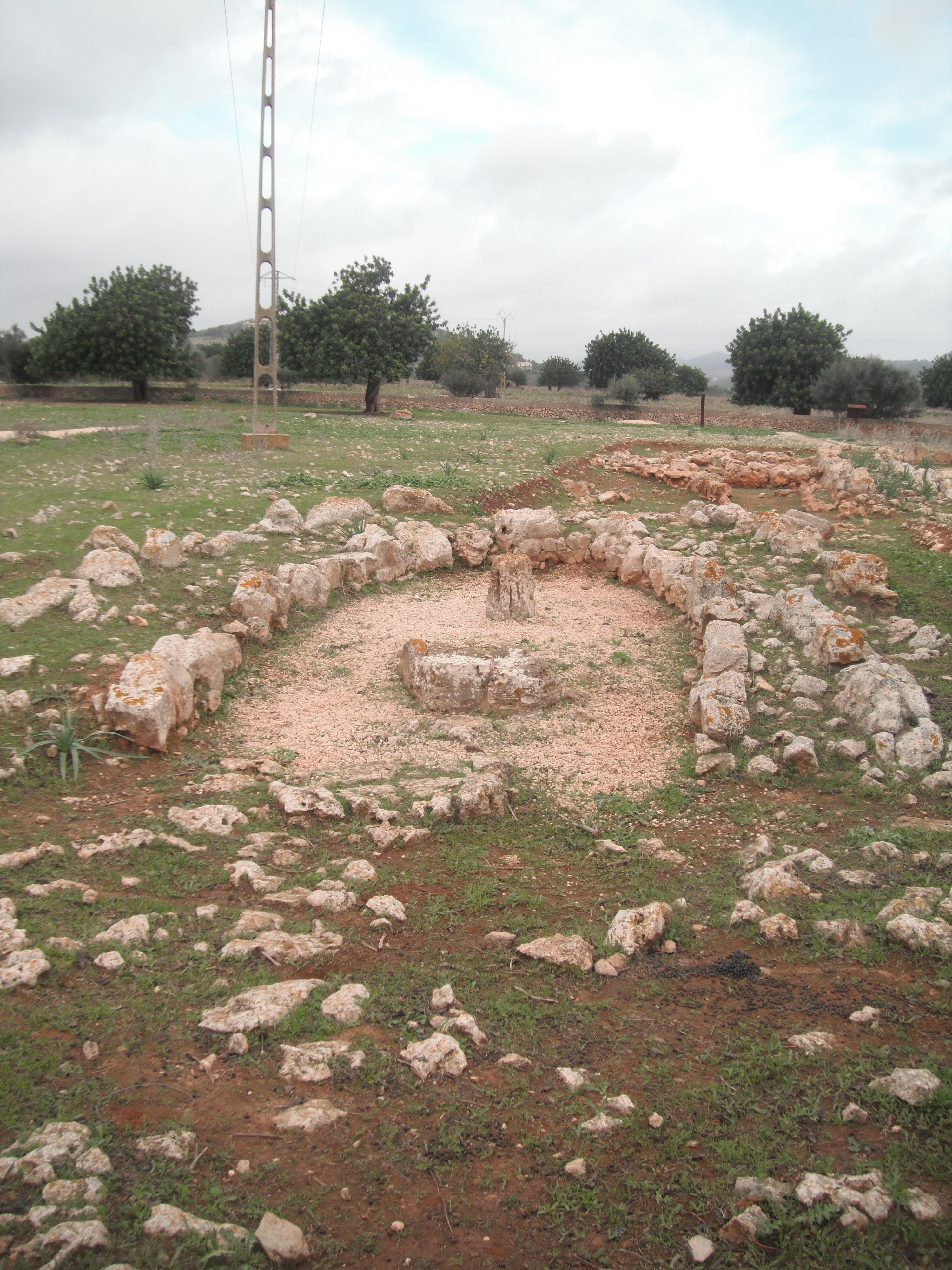
Naveta amb la llar de foc i el pilar

L'interès pel jaciment ve de temps enrere. Watelin i Mayr ja hi feren les primeres referències i el 1942 Miquel Alcover va publicar una possible planta i un assaig de reconstrucció del talaiot. Això no obstant, el primer intent d'estudi profund va ser dut a terme pel professor Pericot, que va deixar visible el parament extern de la muralla. Les grans actuacions, però, varen ser dutes a terme a partir de 1975 promogudes pel Museu de Mallorca (amb l'ajuda de l'Ajuntament de Manacor) sota la direcció de Guillem Rosselló Bordoy. Així, entre 1975 i 1983 es desenvoluparen activitats de desforestació, excavació (cambra del talaiot, construccions adossades), cates, neteja i reconstrucció. Entre les troballes més rellevants es poden destacar nombroses ceràmiques indígenes i àmfores púniques i una peça singular d'època Flàvia. Així mateix, es va localitzar i identificar un hàbitat islàmic.
Les actuacions al poblat prehistòric d'Hospitalet Vell no es varen reprendre fins al 2002, quan el Museu d'Història de Manacor va tenir la iniciativa de recuperar l'estudi del jaciment, amb ajudes del Consell de Mallorca i de l'Ajuntament de Manacor, novament. En aquesta nova etapa (2002-2004) la missió principal era adequar la visita a un públic divers, de manera que les tasques principals foren de neteja, reconstrucció (i reposició) i anivellament dels sòls. Com a tasques més específiques, cal destacar:
- Recinte rectangular:
  - Habitació A: consolidació de murs i crestes de mur, recollida de material.
  - Habitació B: consolidació de diversos elements constructius.
  - Habitació C: neteja i consolidació del portal, consolidació de murs.
- Talaiot: neteja parcial i extracció de pedres.
- Habitacions adossades al talaiot: sobretot tasques de neteja i troballes de cendres, ossos i escassa ceràmica.
- Naviformes: consolidació, anivellament de sòl, restauració de l'absis i excavació exterior de la naveta 1. Neteja dels naviformes 1 i 2.

### Descripció de les estructures
S'han identificat diverses estructures: 3 navetes d'habitació, un talaiot amb habitacions adossades i un recinte rectangular emmurallat.

#### Navetes
Les tres navetes tenen l'absis en la mateixa direcció, l'oest.
- La primera de totes, més a l'oest, té unes dimensions d'una longitud exterior de 16,60 m i una interior de 14,50 m, així com una amplària de 7,2 m d'exterior i 3,3 m l'interior. L'amplària dels murs oscil·la entre els 1,7m i 2,5m. Té una forma absidal i segons Pons i Homar[5] va ser utilitzada entre 1410 aC i 1315 aC. Al centre se'n conserva la llar de foc delimitada per tres pedres, oberta al costat. S'hi localitzaren diferents troballes ceràmiques (vasets, olletes, una àmfora...) i utillatge de metall (ganivets, destrals i motlles de fosa), d'os i pedra.

- La segona és també absidal i de dimensions més petites. Longitud exterior: 8,5 m i interior: 6,6 m. L'amplitud és de 5,4 a l'exterior i 2,9 a l'interior. A l'interior es troba una possible llar de foc i les restes del pilar.

- La tercera és una naveta geminada també absidal, d'una longitud de 16,5 metres i una amplària d'11 m.

#### Talaiot

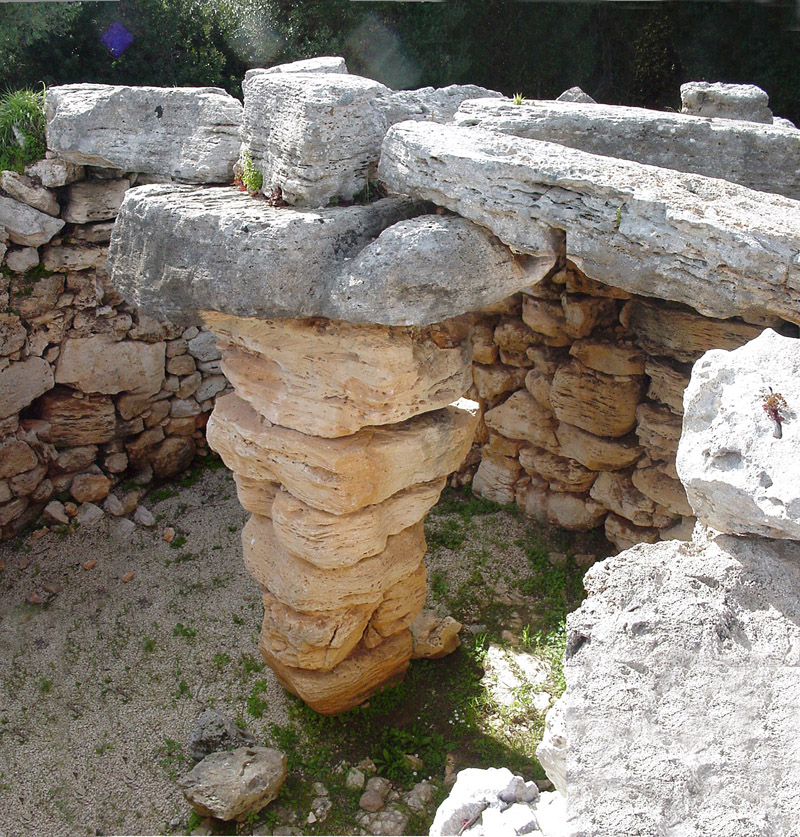
Visió de la columna i la coberta del talaiot

- El talaiot té forma de tronc de piràmide amb planta quadrangular: 8,7 m de longitud i 6,1 m d'amplitud. Està format per fileres de blocs més o manco regulars i es pensa que en origen en tendria unes 14. És un dels pocs talaiots que conserven la coberta i el pilar que la sosté, de tota Mallorca. Algunes proves, com la inexistència d'una porta d'entrada o la troballa de blocs de pedra de dimensions considerables escampats per terra, apunten que el talaiot podria tenir dos pisos, de manera que es creu que s'hi accedia per la part superior. Altres exemplars similars, els trobam en els talaiots de Capocorb Vell A i de Rafal Cagolles.[6]

- Adossat al talaiot hi ha un conjunt d'habitacions de planta irregular posteriors a la construcció del talaiot. De mesures considerables, fins i tot es conserva una petita sala hipòstila. Les habitacions es troben a l'est del talaiot i el seu aparell és regular (blocs grans i verticals sobre un sòcol de pedres mitjanes).[7]

#### Recinte rectangular
Finalment, el recinte rectangular. Té unes dimensions considerables, 21 metres de longitud i 11 d'amplitud. En un principi es creia que era una espècie de muralla, però ara hi ha més partidaris que es tracta d'un enclavament púnic per la metal·lúrgia i per aconseguir soldats (foners).
Certament resulta ser una construcció poc usual i en certa manera enigmàtica. L'equip dirigit per Rosselló-Bordoy va dedicar esforços a reconstruir-ne de la millor manera possible les estructures i destaca que probablement en inici no era més que un recinte defensiu l'interior del qual posteriorment va ser compartimentat. Això no obstant, les campanyes desenvolupades pel Museu de Mallorca no varen permetre oferir una hipòtesi del tot fiable pel que fa a la funcionalitat de la construcció.

## Interpretació del jaciment

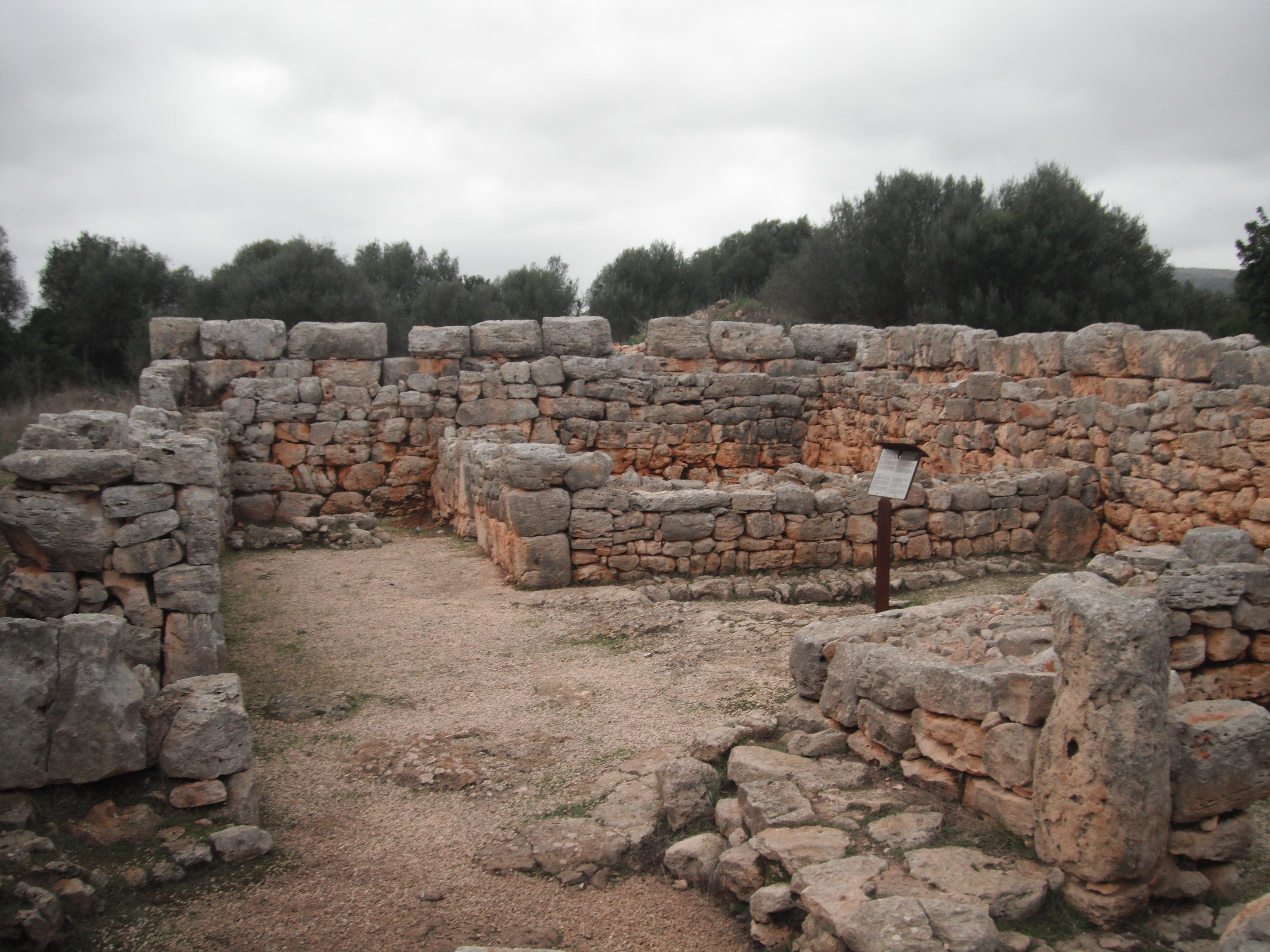
Recinte probablement púnic

El de l'Hospitalet Vell és un jaciment molt singular en més d'un sentit. La seva extensió li permet donar cabuda a un bon nombre d'estructures diverses, de manera que presenta un espectre cronològic molt ampli. Això el converteix en una mostra molt important de la prehistòria mallorquina i sens dubte en un poblat molt important per la seva pervivència en el temps. Salvà veu en l'Hospitalet Vell un assentament dinàmic, amb relacions pacífiques amb altres poblats i comunitats de la zona i afegeix que "podem interpretar sempre des del punt de vista de la hipòtesi que els habitants de les navetes de s'Hospitalet trobaren un indret que reunia totes les condicions indispensables per instal·lar-s'hi, com és l'existència de sòls d'una certa qualitat per al cultiu, amb un torrent i, per tant, segurament també unes basses d'aigua properes, a més de la proximitat del mar, sempre interessant per complementar l'economia de la comunitat".
L'aigua s'obtindria de basses properes, a falta de cap altre recurs hídric de major rellevància destacable, mentre que el terreny disposa de variabilitat de sòls suficient com per obtenir un bon rendiment de la terra. La reduïda distància amb la mar (2 km) seria intencionada, amb propòsits de subsistència i econòmics. Respecte de les relacions amb altres poblats i assentaments, les hipòtesis apunten que l'Hospitalet estava estretament lligat tant amb els més propers (Es Corral des Moros, Sa Punta, Coves de Santueri…) com amb la resta de l'illa i fins i tot amb l'exterior. Els enterraments del poblat estarien situats a Cala Bota.
En un context més tardà, Rosselló Bordoy indica que "Hospitalet, a l'entorn dels segles III-II abans del canvi d'era, va patir les conseqüències d'un despoblament, total o parcial (no és possible aprofundir en aquest aspecte) i que en època imperial romana el poblat, almanco, va ser freqüentat, si no persistí en una zona seva l'ocupació humana. L'hàbitat islàmic, esporàdic, quedà documentat tan sols als encontorns del talaiot. Després... l'abandonament, la desolació i la destrucció".
Pel que fa a la predisposició del jaciment arqueològic per a ser visitat, aquesta és molt positiva. El fet que s'hagin dut a terme tasques d'acondicionament i actuacions d'adequació fa possible que Hospitalet Vell sigui, en conjunt, un dels monuments més atractius per a realitzar-hi un recorregut. És públic, de manera que qualsevol persona interessada hi pot accedir, però a més al seu interior disposa de panells explicatius (amb text i imatge), camins delimitats i fins i tot una plataforma per poder observar millor l'interior del talaiot. Tot això es pot complementar amb una visita al Museu d'Història de Manacor, en què hi ha més informació sobre el poblat i s'hi troben exposades algunes mostres de restes materials arqueològiques provinents de l'Hospitalet.